# 佐々木チワワ
佐々木チワワ（ささき ちわわ、2000年2月13日 - ）は、日本のライター。

## 来歴
東京都生まれ。お茶の水女子大学附属幼稚園、お茶の水女子大学附属小学校、お茶の水女子大学附属中学校、お茶の水女子大学附属高等学校を経て、慶應義塾大学総合政策学部を卒業。
高校1年生の大晦日に初めて歌舞伎町に足を踏み入れる。以来、歌舞伎町で働く夜職の人々に惹かれ、自身も一通りの職種と幅広い夜遊びを経験。歌舞伎町で幅広い人脈を持ち、大学では繁華街の社会学を専攻。フィールドワークと自身のアクションリサーチをもとに「歌舞伎町の社会学」を研究する。
『週刊SPA!』（扶桑社）、『実話ナックルズ』（大洋図書）で夜の街に関する記事を執筆。
2021年、『「ぴえん」という病　SNS時代の消費と承認』（扶桑社）で単著デビュー。

## 著書
- 佐々木チワワ『「ぴえん」という病　SNS時代の消費と承認』扶桑社新書、2021年12月22日。ISBN 978-4-5940-9026-5。
- 佐々木チワワ『歌舞伎町モラトリアム』KADOKAWA、2022年11月25日。ISBN 978-4-0460-5663-4。
- 佐々木チワワ『ホスト!立ちんぼ!トー横!オーバードーズな人たち -慶應女子大生が歌舞伎町で暮らした700日間-』講談社、2024年2月28日。ISBN 978-4-0653-4376-0。